# Miss Universo 1961
Miss Universo 1961 fue la décima edición del concurso de Miss Universo, que se celebró en Miami Beach, Florida, el 15 de julio del mismo año. Marlene Schmidt de Alemania fue coronada al final del concurso por su antecesora Miss Universo 1960 Linda Bement.

## Resultados
| Resultado Final    | Candidatas |
| ------------------ | --- |
| Miss Universo 1961 | - Alemania - Marlene Schmidt |
| 1ª Finalista       | - Gales - Rosemarie Frankland |
| 2ª Finalista       | - Argentina - Adriana Gardiazábal |
| 3ª Finalista       | - Inglaterra - Arlette Dobson |
| 4ª Finalista       | - Estados Unidos - Sharon Brown |
| Semifinalistas     | - Suiza - Llian Burnier - Chile - Gloria Silva - Corea - Seo Yanghee - Escocia - Susan Jones - Francia - Simone Darot - Islandia - Kristjana Magnusdóttir - Israel - Atida Pisanti - Perú - Carmela Stein - Taiwán - Wang Li-Ling - Suecia - Gunilla Knutsson |

## Premios especiales
| Premio          | Candidata           | País           |
| --------------- | ------------------- | -------------- |
| Miss Simpatía   | Eleftheria Deloutsi | Grecia         |
| Miss Fotogénica | Sharon Renee Brown  | Estados Unidos |

## Candidatas
En negrita , la candidata elegida Miss Universo 1961. En cursiva , las semifinalistas
| - Alemania - Marlene Schmidt (1°) - Argentina - Cora Adriana Gardiazábal (3°) - Austria - Ingrid Bayer - Bélgica - Nicole Ksinozenicki - Birmania - Myint Myint Khin - Bolivia - Gloria Soruco Suárez - Brasil - Staël Maria da Rocha Abelha - Canadá - Wilda Reynolds - Ceilán - Ranjini Nilani Jayatilleke - Chile - María Gloria Silva Escobar (SF) (†) - Colombia - Patricia Whitman Owen (MF) - Corea - Seo Yang-hee (SF) - Cuba - Martha García Vieta - Dinamarca - Jyette Nielsen - Ecuador - Yolanda Palacios Charvet - Escocia - Susan Jones (SF) - España - Pilar Gil Ramos - Estados Unidos - Sharon Renee Brown (5°, MF) - Finlandia - Ritva Tuulikki Wächter - Francia - Simone Darot (SF) - Gales - Rosemarie Frankland (2°) (†) - Grecia - Eleftheria "Ria" Deloutsi (MS) - Guatemala - Anabelle Sáenz - Holanda - Gita Kamman | - Inglaterra - Arlette Dobson (4°) - Irlanda - Jean Russell - Islandia - Kristjana Magnusdóttir (SF) - Islas Vírgenes - Priscila Bonilla - Israel - Atida Pisanti (SF) - Italia - Vivianne Romano - Jamaica - Margaret LeWars - Japón - Akemi Toyama - Líbano - Leila Antaki - Luxemburgo - Vicky Schoos - Madagascar - Jacqueline Robertson - Marruecos - Irene Gorsse - Noruega - Rigmor Trengereid - Paraguay - María Cristina Osnaghi Perreira - Perú - Carmela Stein Bedoya (SF) - Puerto Rico - Enid del Valle Martínez - Rodesia - Jonee Sierra - Sudáfrica - Marina Christelis - Suecia - Gunilla Knutsson (SF) - Suiza - Liliane Burnier (SF) - Taiwán - Wang Li-Ling (SF) - Turquía - Giseren Uysal - Uruguay - María Susanna Lausorog Ferrari - Venezuela - Ana Griselda Vegas Albornoz |

| Predecesor: Miss Universo 1960 | Miss Universo 1961 | Sucesor: Miss Universo 1962 |

- Datos: Q74273